# Paul L. Harris
Paul L. Harris, né le 14 mai 1946, est un psychologue spécialisé dans le développement de l'enfant.

## Formation
Il est titulaire d'un Ph.D. de l'université d'Oxford.

## Recherche
Il est actuellement professeur à l'université Harvard à la Graduate School of Education depuis le 1er juillet 2001.

### Publications
- The Development of Psychological Understanding, 1989.
- Perspectives on the Child's Theory of Mind, éditeur, 1991, avec G.E. Butterworth, A.M. Leslie, et H.M. Wellman.
- Children's Understanding of Emotions 1989, avec C. Saarni.
- Developing Theories of Mind 1988 avec J. W. Astington et D.R. Olson.
- The Work of the Imagination 2000.
- Imagining the Impossible: Magical, Scientific, and Religious Thinking in Children, coéditeur, 2000, avec K. S. Rosengren et C. N. Johnson.

## Récompenses
- Membre de l'Académie norvégienne des sciences et des lettres[3].
- Membre de la British Academy[2].
- Docteur honoris causa de l'université Rennes 2[4]